# تولید پپتید
تولید پپتید در شیمی آلی عبارت است از تولید پپتیدهایی که ترکیب آلی اند و در آن‌ها چندین اسید آمینه از طریق پیوندهای آمید که به آن پیوند پپتیدی هم می‌گویند، به هم مرتبط‌اند. فرایند زیستی تولید پپتیدهای بلند (پروتئین‌ها) زیست‌ساخت پروتئین نام دارد.

## شیمی
پپتیدها با زوج کردن (کوپل کردن) گروه کربوکسیل یا گروه منتهی به C یک اسید آمینه با گروه آمینه یا گروه منتهی به N دیگری بدست می‌آیند. به دلیل احتمال وجود واکنش‌های ناخواسته، گروه‌های محافظت‌کننده معمولاً لازم‌اند. تولید (سنتز) شیمیایی پپتید از سر Cدار پپتید آغاز می‌شود و در سر Nدار به پایان می‌رسد؛ دقیقاً برعکس بیوسنتز پروتئین که از N آغاز می‌شود.
در شیمی آلی ، سنتز پپتید تولید پپتیدها ، ترکیباتی است که اسیدهای آمینه متعدد از طریق پیوندهای آمید ، که به عنوان پیوندهای پپتید نیز شناخته می شوند ، مرتبط هستند . پپتیدها از نظر شیمیایی با واکنش تراکم گروه کربوکسیلی یک اسید آمینه به گروه آمینه دیگری سنتز می شوند . محافظت از راهبردهای گروهی معمولاً برای جلوگیری از واکنش های جانبی نامطلوب با زنجیره های جانبی مختلف اسید آمینه ضروری است. [1] سنتز شیمیایی پپتید معمولاً در انتهای کربوکسیل پپتید (C- پایانه) شروع می شود و به سمت آمینو پایانه (N- پایانه) پیش می رود. [2] بیوسنتز پروتئین (پپتیدهای طولانی) در موجودات زنده در جهت مخالف اتفاق می افتد.
سنتز شیمیایی پپتیدها می تواند با استفاده از تکنیک های کلاسیک فاز محلول انجام شود ، اگرچه این روش ها در اکثر تنظیمات تحقیق و توسعه با روش های فاز جامد جایگزین شده اند (شکل زیر را ببینید). [3] سنتز فاز محلول ، سودمندی خود را در تولید مقیاس بزرگ پپتیدها برای مقاصد صنعتی حفظ می کند.
سنتز شیمیایی تولید پپتیدهایی را که بیان در باکتریها دشوار است ، ترکیب اسیدهای آمینه غیر طبیعی ، اصلاح ستون فقرات پپتید / پروتئین و سنتز پروتئین D ، که از اسیدهای آمینه D تشکیل شده است ، تسهیل می کند .
روبرت مریفیلد از پیشگامان تولید پپتید فاز جامد (SPPS) بود.